# Claude Eugène Maitre
Claude Eugène Maitre, né à Louhans en Saône-et-Loire le 4 mai 1876 et mort le 3 août 1925 à Paris, était un orientaliste français spécialisé dans les études du Japon.
Charles Eugène Maitre fut directeur titulaire de l’École française d'Extrême-Orient de 1908 à 1920. Il utilisait parfois le pseudonyme d’Eugène Vergnaud dans ses articles. Il a principalement publié sur l'histoire de l'art, l'histoire et les textes historiques et sacrés du Japon.

## Biographie
Claude Eugène Maitre étudia au Lycée de Lyon, au lycée Henri-IV et, de 1895 à 1898, à l’École normale supérieure de Paris, obtenant une licence de lettres en 1896 et une agrégation de philosophie en 1898. Il effectua après ses études un voyage de dix-huit mois autour du monde, en Amérique et en Asie, où naquit son attrait pour le Japon. Il enseigna brièvement au lycée Condorcet et au lycée Rollin, mais son penchant allait vers l’étude de l’Asie de l'Est. Il devint ainsi pensionnaire de l’École française d'Extrême-Orient (EFEO) en Indochine en 1901 et travaillait sous peu au Japon. Il y établit diverses relations avec des sociétés savantes de Kyoto et Tokyo.
De 1904 à 1905, puis en 1907, il remplaça temporairement le directeur de l’EFEO dans ses fonctions, puis fut nommé directeur titulaire de 1908 à 1920 à Hanoï, jusqu’à ce qu’il renonça à repartir en Indochine, après avoir été mobilisé durant la Première Guerre mondiale. Outre son travail administratif et l’édition du Bulletin de l’École française d’Extrême-Orient, sa présidence était également marquée par les efforts de préservation des ruines d’Angkor. Peu avant la fin de son mandat en 1920, l’école obtint le statut d’établissement public, en grande partie grâce à ses efforts.
Après la guerre, il travailla un temps dans les affaires pétrolières. À partir de 1923, il fut nommé conservateur adjoint du musée Guimet à Paris et assura jusqu'à sa mort en 1925 la direction de la publication de la revue Japon et Extrême-Orient, entouré de Paul-Louis Couchoud, Serge Elisseeff, Louis Aubert et Raymond Martinie.

## Travaux
Claude Eugène Maitre était intéressé aux arts anciens, particulièrement bouddhiques, et à la littérature japonaise. Ses premiers travaux portèrent sur le Hōryū-ji et l’art du Japon environ du VIe au XIIIe siècle, fortement influencé par la Chine, la Corée et l’introduction du bouddhisme à ses débuts. Serge Elisseeff écrit : « C’est Maitre qui pour la première fois avec tant de netteté parle du rôle des Coréens et des Chinois dans la formation de la civilisation japonaise. »
Dans son étude La litterature historique du Japon, des origines aux Ashikaga, il apporta de nombreuses remarques orignales sur des textes fondamentaux du Japon ancien, dont le Nihongi et le Kojiki. Léonard Aurousseau note qu’auparavant, il n’existait pas de « travail d’ensemble, d’étude critique portant sur tous les textes historiques, et c’est cette grave lacune [...] que Maitre se proposa de combler ». Il y inclut également une étude des premières sources sur la religion ancestrale, le shinto. Dans Notes de bibliographie japonaise, il proposait une étude de l’édition de textes religieux bouddhiques en Extrême-Orient (Chine, Corée, Japon). 
Il se pencha également sur l’histoire de l’archipel, mais aussi de l’Indochine et de la Corée.

## Publications
- 1901 : « L’art du Yamato », Revue de l’Art ancien et moderne 9/46, p. 49-68 et 9/47, p. 111-132, [tiré à part dans la collection Études d’art ancien et moderne, Paris, Librairie de l’Art ancien et moderne].
- 1902 : « Notes de bibliographie japonaise, I, Une nouvelle édition du Tripitaka chinois », Bulletin de l’École française d’Extrême-Orient 2, p. 341-351.
- 1903-04 : « La littérature historique du Japon, des origines aux Ashikaga », Buletin de l’École française d’Extrême-Orient 3, p. 564-596 ; 4, p. 580-616.
- 1904 : « Chroniques : Les origines du conflit russo-japonais », Buletin de l’École française d’Extrême-Orient 4, p. 499-522.
- 1906 : « L’enseignement indigène dans l’Indochine annamite », Buletin de l’École française d’Extrême-Orient 6, p. 454-463.
- 1909 : « Note sur l’histoire de la cartographie indochinoise », préf. à Atlas de l’Indochine française de Chabert-L. Gallois, Hanoi.
- 1913 : « Documents sur Pigneau de Béhaine, évêque d’Adran », Revue indochinoise 1, p. 1-16, 163-194, 521-536 ; 2, p. 323-350.
- 1925 : « Une inscription japonaise de l’An 623 », dans Études asiatiques 2, p. 403-430.

## Distinctions
- Chevalier de la Légion d'honneur
- Officier de l'ordre de Léopold II

## Sources
- « Claude Eugène Maitre », École française d'Extrême-Orient
- Léonard Aurousseau, « Claude Eugène Maitre », Buletin de l’École française d’Extrême-Orient, t. 25,‎ 1925, p. 599-624 (lire en ligne)
- Patrick Beillevaire, « Maitre, Claude Eugène », dans François Pouillon, Dictionnaire des orientalistes de langue française, Karthala, 2008, 2e éd. (ISBN 9782845868021, lire en ligne), p. 630-631
- (en) Catherine Clémentin-Ojha et Pierre-Yves Manguin, A Century in Asia : The History of the École Française D’Extrême-Orient, 1898-2006, éditions Didier Millet, 2007, 236 p. (ISBN 978-981-4155-97-7, lire en ligne), p. 164, 166
- Serge Elisseeff, « Un japonologue Français: Claude-Eugène Maitre », Artibus Asiae, vol. 2, no 1,‎ 1927, p. 49-57 (lire en ligne)
- Paul Pelliot, « Claude Eugène Maitre », T’oung Pao : Second Series, vol. 24, nos 2/3,‎ 1925-1926, p. 294-295 (lire en ligne)